# 円福寺 (さいたま市岩槻区柏崎)

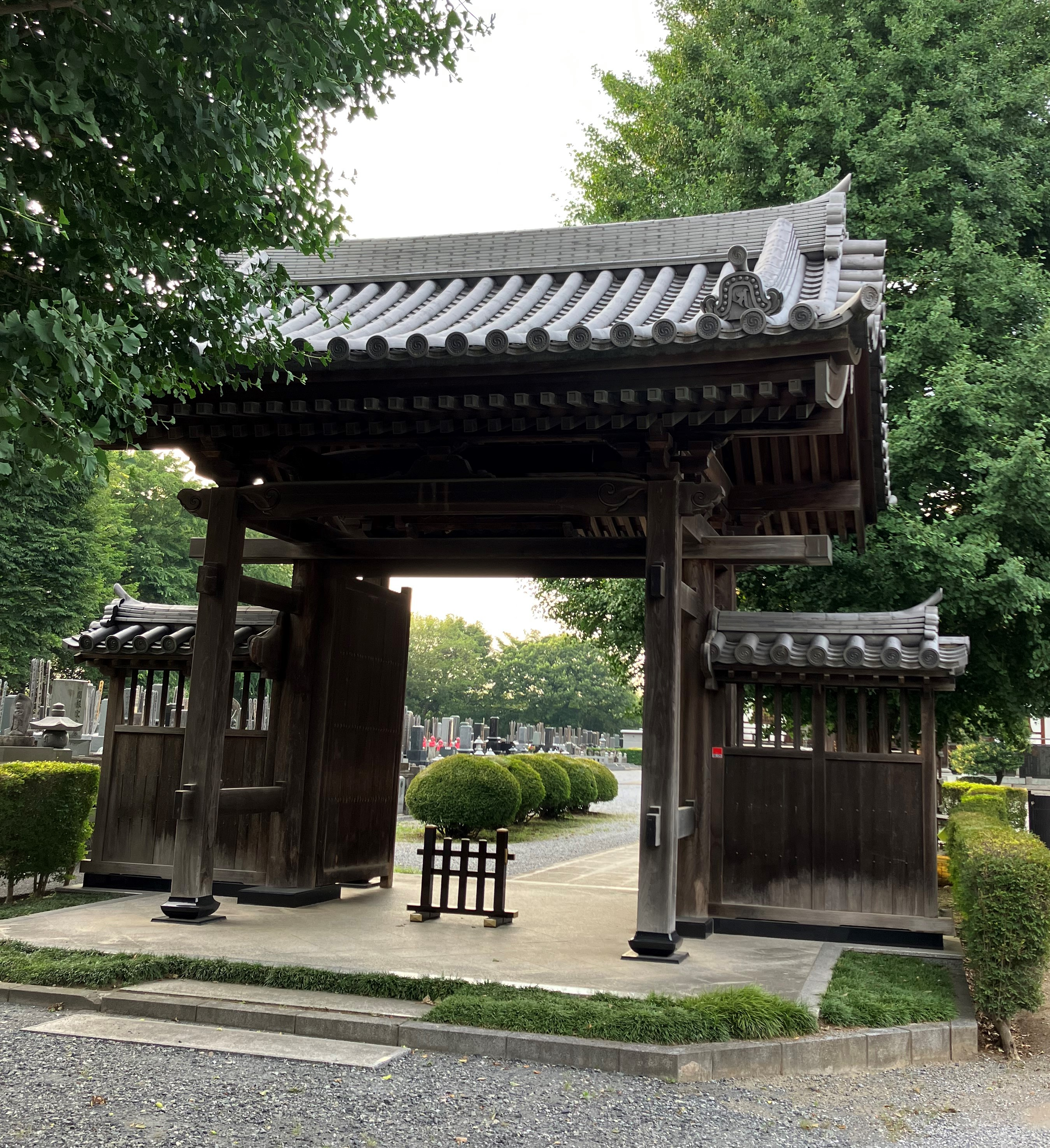
山門

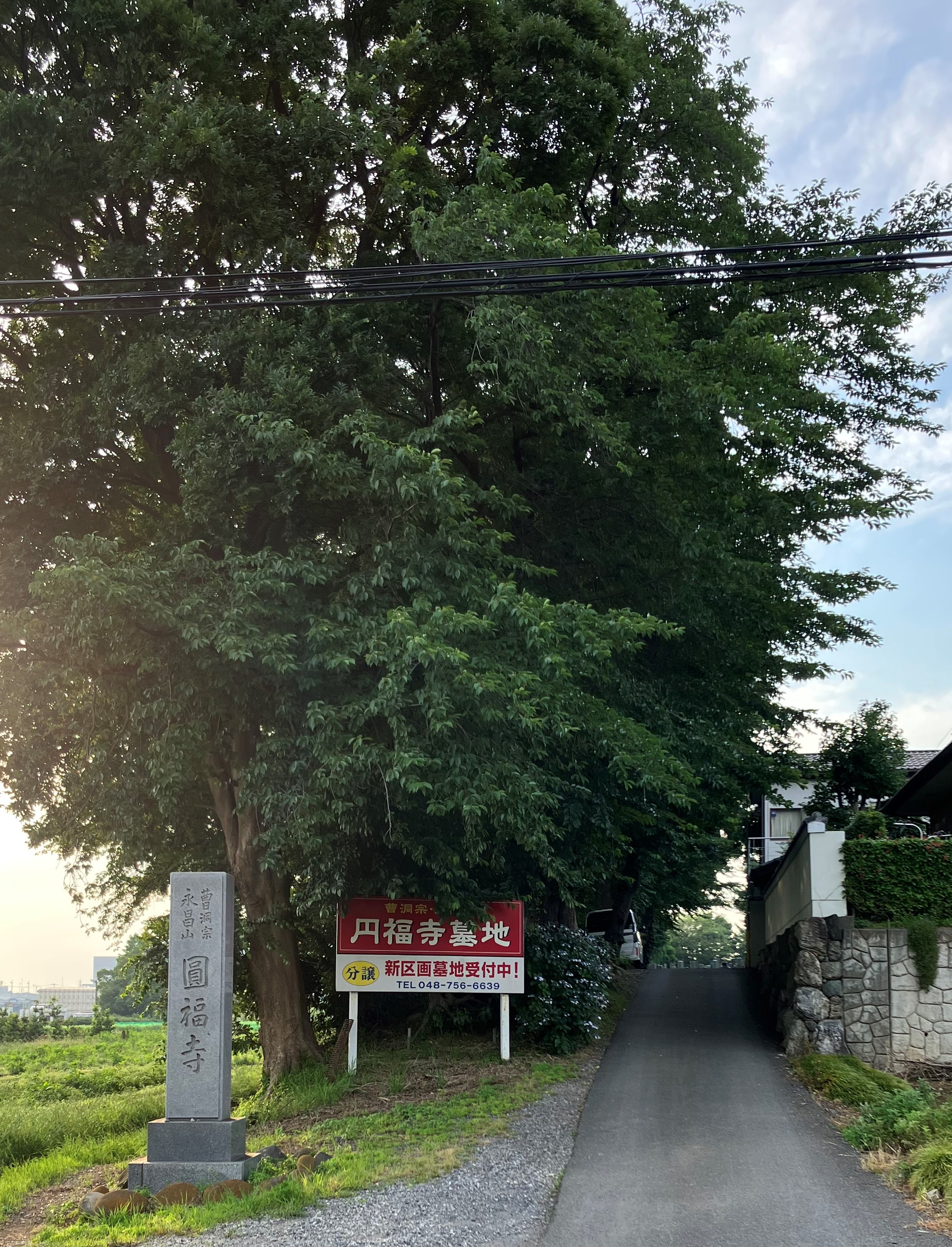
参道

円福寺（えんぷくじ）は、埼玉県さいたま市岩槻区にある曹洞宗の寺院。なお、当寺の約5キロメートル南東の同市同区釣上に同名の寺がある。そちらの寺は真言宗智山派である。

## 歴史
天文年間（1532年 - 1555年）、天松玄古によって開山された。天松玄古は同市同区の福厳寺の第3世住職である。
当寺の本尊の聖観世音菩薩は、運慶の作と伝えられている。長さは1尺8寸（約55センチメートル）である。

## 交通アクセス
- 岩槻駅より徒歩28分。